# Carlos Mejía
Carlos Anselmo Mejía del Cid (sinh ngày 13 tháng 11 năm 1991) là một cầu thủ bóng đá người Guatemala thi đấu cho Comunicaciones.

## Sự nghiệp quốc tế

### Bàn thắng quốc tế
Tỉ số và kết quả liệt kê bàn thắng của Guatemala trước.
| #  | Ngày                 | Địa điểm                                                       | Đối thủ                     | Tỉ số | Kết quả | Giải đấu                        |
| -- | -------------------- | -------------------------------------------------------------- | --------------------------- | ----- | ------- | ------------------------------- |
| 1. | 13 tháng 11 năm 2015 | Sân vận động Mateo Flores, Guatemala City, Guatemala           | Saint Vincent và Grenadines | 1–2   | 1–2     | Vòng loại FIFA World Cup 2018   |
| 2. | 8 tháng 9 năm 2021   | Sân vận động Pensativo, Antigua, Guatemala                     | Nicaragua                   | 1–0   | 2–2     | Giao hữu                        |
| 3. | 24 tháng 3 năm 2022  | Sân vận động Pensativo, Antigua, Guatemala                     | Cuba                        | 1–0   | 1–0     | Giao hữu                        |
| 4. | 27 tháng 3 năm 2022  | Sân vận động DRV PNK, Fort Lauderdale, Hoa Kỳ                  | Haiti                       | 1–1   | 2–1     | Giao hữu                        |
| 5. | 5 tháng 6 năm 2022   | Sân vận động Doroteo Guamuch Flores, Guatemala City, Guatemala | Belize                      | 2–0   | 2–0     | CONCACAF Nations League 2022–23 |

## Danh hiệu

### National Team
Á quân
- Cúp bóng đá Trung Mỹ (1): 2014

### Câu lạc bộ
Vô địch
- Liga Nacional de Fútbol de Guatemala (5): 2012 Apertura, 2013 Clausura, 2013 Apertura, 2014 Clausura, 2014 Apertura